# Mondial de l'automobile de Paris 2014
L’édition 2014 du Mondial de l’automobile de Paris est un salon international de l’automobile qui s'est tenu du 4 au 19 octobre 2014 au Parc des expositions de la porte de Versailles, à Paris.

## Fréquentation
Avec plus de 1 200 000 visiteurs le Mondial de l'automobile reste le salon le plus visité au monde.

## Listes des automobiles en «premières mondiales»
- Audi TT Sportback
- Audi TT Roadster
- BMW Série 2 Active Tourer
- BMW Série 2 Cabriolet
- Citroën C1 Urban Ride concept
- Citroën C4 Cactus Airflow 2L concept[2]
- DS Divine concept
- Ferrari 458 Speciale A
- Fiat 500X
- Ford S-Max
- Hyundai i20
- Infiniti Q80 Inspiration concept
- Jaguar XE
- Jeep Renegade
- Land Rover Discovery Sport
- Mazda MX-5
- Mercedes-AMG GT
- Nissan Pulsar
- Peugeot 308 GT
- Porsche Cayenne S E-Hybrid
- Porsche 911 GT3 RS
- Renault Espace V
- Škoda Fabia III
- Suzuki Vitara
- Volvo XC90

## Exposants
- Abarth
- Alfa Romeo
- Aston Martin
- Audi
- Bentley
- BMW
- Citroën
- Comarth
- COURB
- Dacia
- Dangel
- DS
- Eon Motors
- Ferrari
- Fiat
- Ford
- Honda
- Hyundai
- Infiniti
- Isuzu
- Jaguar
- Jeep
- Kia
- Lamborghini
- Lancia
- Land Rover
- Lexus
- Ligier
- Maserati
- Mazda
- Mega
- Mercedes-Benz
- Microcar
- Mini
- Mitsubishi
- Nissan
- Opel
- Peugeot
- PGO
- Porsche
- Renault
- Rolls Royce
- Seat
- Škoda Auto
- Smart
- SsangYong
- Subaru
- Suzuki
- Tesla Motors
- Toyota
- Venturi
- Volkswagen
- Volvo